# 大阪府立北淀高等学校
大阪府立北淀高等学校（おおさかふりつ きたよどこうとうがっこう）は、かつて大阪府大阪市東淀川区に存在した公立高等学校。全日制普通科を設置していた。

## 概要
1963年4月1日に開校。
校章の中央の針は北極星を指向し、小円は自己、中円は家庭、大円は社会を表すことにより、人間の理想に向かっていくことを示す。同時に針は北を、3つの円は川（淀川）を表し、校名を意味する。
普通科の中に教養コース、情報コース、造形コース の3コースを設置していた。
国際理解教育に力を入れており、世界170ヶ国の学校が参加するユネスコ協同学校プロジェクト (ASP = UNESCO Associated Schools Project) に参加しての国際理解教育を実施していた。国際協力機構、青年海外協力協会関西支部、大阪大学、大阪国際大学との連携で、ワークショップや海外で活動する日本人の講演、日本で学ぶ外国人技術研修員・留学生との交流などの取り組みをおこなっていた。
2016年11月18日の大阪府教育委員会議において、2018年度から大阪府立西淀川高等学校と統合されることが決定された。2018年4月1日、両校を統合した新高校である大阪府立淀川清流高等学校が北淀高等学校の校地に開校した。
2020年3月6日、第55回卒業式及び閉校式が実施され、3月31日をもって北淀高等学校は閉校し、57年の歴史に幕を下ろした。総卒業生数は1万8000名余。

## 沿革
- 1963年4月1日 - 創立。
- 2018年 - 生徒募集停止。
- 2018年4月1日 - 大阪府立西淀川高等学校と統合され、北淀高等学校校地に大阪府立淀川清流高等学校開校。
- 2020年3月6日 - 閉校式
- 2020年3月31日 - 閉校。

## 交通
- 阪急京都線・上新庄駅より南東へ約1.2km
- Osaka Metro（今里筋線）だいどう豊里駅より南西へ約1km
- 大阪シティバス・北淀高校前バス停よりすぐ

## 出身者
- 兵動大樹（矢野・兵動）
- 押尾コータロー（ギタリスト）
- 南郷和幸（プラスチックゴーゴー）
- 相川七瀬（歌手）[4]
- TANABON（ストリートダンスイベントプロデューサー）
- 高階杞一（詩人）
- 田中正彦（声優）
- 出岡大輝（サッカー選手）